# Khadidja Saâd
Khadidja Saâd ou Khadija Saâd, (en arabe : خديجة ساعد) native des Aurès, T'Kout dans la Wilaya de Batna, est une auteure algérienne. Elle publie un dictionnaire chaoui-arabe et un ouvrage sur la toponymie des Aurès.

### Dictionnaire chaoui
Elle a publié un premier livre, un dictionnaire chaoui-arabe, Amawal Tachawit-Taârabth, Amawal tamaziɣt-taɛrabt en berbère, édition Tira. 
Son dictionnaire chaoui comporte 6 000 mots en langue chaoui. Malika Hocine, professeur à l’Université Mouloud Mammeri de Tizi Ouzou, lors du colloque organisé par le Haut commissariat à l'amazighité a prôné une étude métalexicologique du dictionnaire chaoui qui a été élaboré par Khadija Saad.

### Toponymie des Aurès et patrimoine
Khadidja Saâd a publié un ouvrage sur la toponymie des Aurès, chez Anzar Éditions. Elle a passé 3 ans à sillonner les Aurès afin de rassembler les noms des lieux, les personnages âgés l'ont aidé pour son travail.
Lors d'une émission à la Radio Algérie à Alger Chaîne 2, elle a souligné l'importance pour la sauvegrade du patrimoine et le risque de la disparition du grenier Balou.

#### Ouvrages
- (shy)Khadijda Saâd, Amawal (dictionnaire), édition Tira, 2013, 247 p. (ISBN 978-9947-924-39-6)[6].

- (shy)Khadidja Saâd, Toponymie amazighe, des noms et des lieux dans les Aurès, Biskra, Anzar Éditions, 2017, 300 p. (ISBN 9789931646051)[5].
- (shy) Khadija Saad, Histoire culturelle de la région de Setif, Espace, Homme et Histoire. Livre collectif, éditions el watan, 2019[10].